# سليمان أحمد الحداد
سليمان أحمد عيسى الحداد، (1930 - 2023) عضو المجلس التأسيسي وعضو سابق في مجلس الأمة الكويتي الأول وصحفي سابق ، وهو صاحب أول استقالة في تاريخ الحياة النيابية الكويتية.

## عن حياته
خاض انتخابات مجلس الأمة الكويتي 1963 في الدائرة السادسة، وحصل على 805 صوت وحل بالمركز الأول وفاز بالانتخابات، ولكنه استقال من مقعده.

## حياته السياسية
ولد سليمان أحمد عيسى الحداد في الكويت من عام 1930 ، ونال عضوية المجلس التأسيسي والفصل التشريعي الأول (مجلس 1963)، ممثلا عن الدائرة السادسة، بعد أن احتل المركز الأول في الدائرة، إلا أنه قدم استقالته من المجلس بتاريخ 27 أكتوبر 1964 ، وكانت استقالته هي أول استقالة في تاريخ الحياة النيابية حيث تقدم بها من أجل الانتقال إلى العمل مديرا للبنك العربي الافريقي في القاهرة ، وخلال فترة عضويته تولى رئاسة تحرير صحيفة الطليعة في العامين 1963 و1964.

## الأنشطة البرلمانية
شارك خلال فترة عضويته مع النواب في إقرار كثير من القوانين التي تهم المواطنين منها معاشات ومكافآت التقاعد للموظفين المدنيين، وإجراءات الرقابة الصحية على الأشخاص القادمين إلى الكويت من جهات موبوءة ، و العمل في القطاع الأهلي، و علاوة غلاء معيشة لأصحاب المعاشات أو المستحقين عنهم،و التحقيق البرلماني وإصلاح الجهاز الإداري، و إنشاء ديوان المحاسبة، و التعليم الإلزامي ، كما شارك في 5 لجان برلمانية هي شؤون التعليم والثقافة والإرشاد، والشؤون التشريعية، واللائحة الداخلية، والشؤون الاقتصادية إضافة إلى لجنة مشروع الجواب على الخطاب الأميري ، وقدّم طوال مسيرته البرلمانية سؤالا واحدا إلى وزير الخارجية عن سبب تأخر اعتراف حكومة الكويت بنظام الحكم الجديد في الجمهورية اليمنية وثورته ، كما قدم 3 اقتراحات بقانون بشأن إنشاء مجلس الدولة، والمختارين ، وإنشاء هيئة إسكان ذوي الدخل المحدود ، وقدم 7 اقتراحات برغبة بشأن حصر وكالات الشركات التجارية بيد الكويتيين، وتشكيل لجنة من 7 أعضاء من مجلس الأمة لدراسة أوضاع أجهزة الدولة وإصلاح الخلل الموجود فيها، وتأجيل انتخابات المجلس البلدي لمدة شهر على الأقل وإعادة النظر في بعض المناطق، وتعديل اللائحة الداخلية بحيث تعطي للجان سلطة استدعاء الشهود كما هي الحال بالنسبة للجنة الطعون، إضافة إلى تأجيل تجديد تعيين المختارين إلى القانون الجديد، وإنشاء مراكز رعاية للشباب في مناطق الدعية والدسمة وبعض المناطق السكنية بالكويت.